# 中華民國空軍46中隊
戰術訓練中心46中隊，俗稱假想敵中隊、台灣Top Gun，原隸屬於中華民國空軍737聯隊，駐地在台東縣空軍志航基地。

## 任務
調訓各戰位戰鬥機飛行員和雷達管制官，並配合新武器的研發，提供國軍各型戰機戰術戰法研究；更針對中国人民解放军空军各型戰機進行戰術戰法研究與反制，並進行假想敵模擬訓練或對抗，主要的訓練機種是F-5 中正號戰機。於2012年底裁撤。

## 歷史

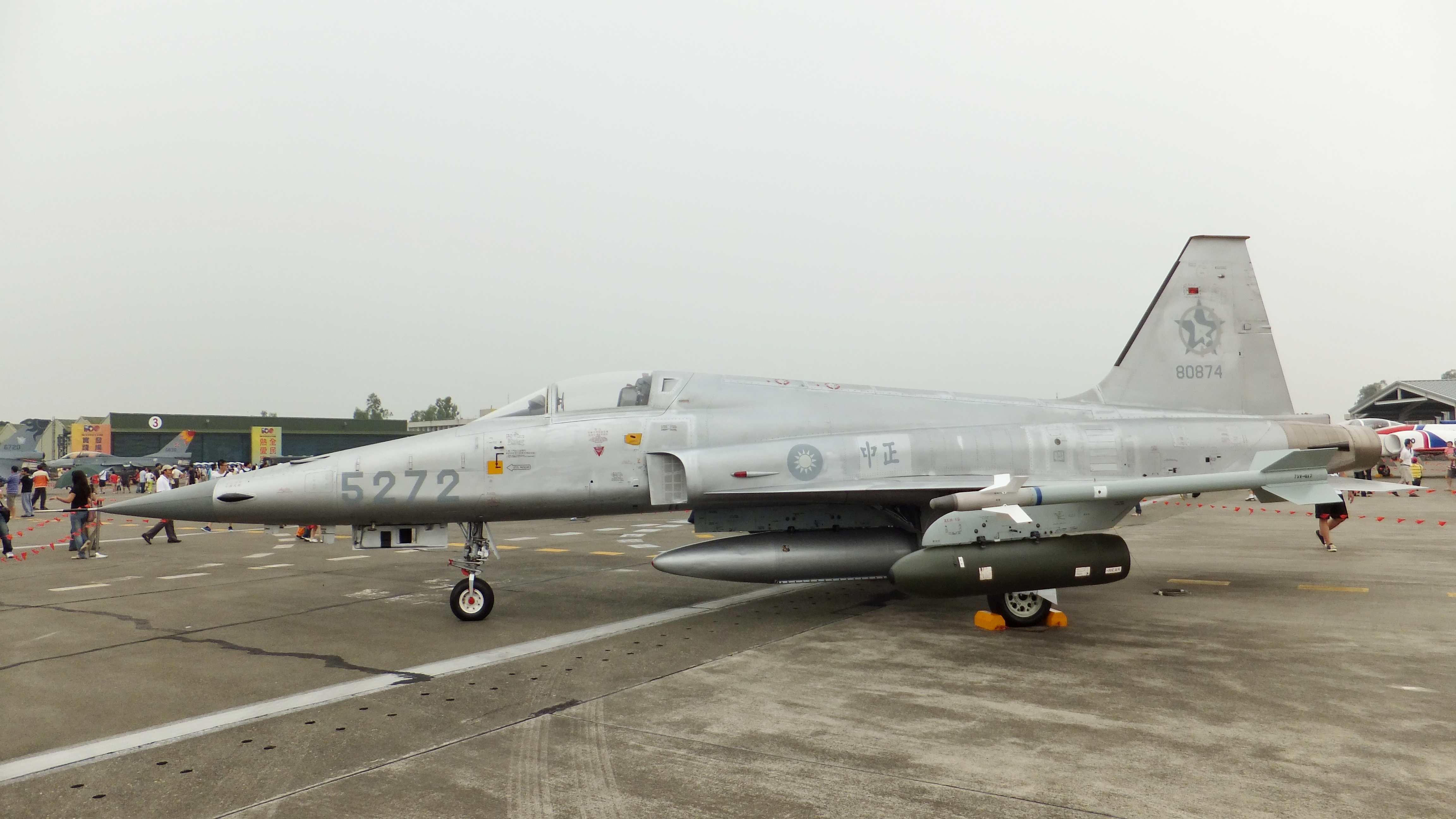
空軍高雄岡山基地營區開放活動，展出之737戰術戰鬥機聯隊F-5E

假想敵概念，源自美國空軍在越戰後的紅旗演習，由駐台美軍指導，引進台灣。
為了模擬解放軍空軍殲七戰機，46中隊所屬F-5戰機仿效解放軍空軍戰機採用銀白色和叢林迷彩，在演習時負責扮演解放軍空軍米格機部隊的角色。
2005年，因解放軍空軍逐渐改用更先进的蘇愷戰機，46中隊成員解除假想敵任務，回歸一般空軍訓練，編入第七飛行大隊。只剩下負責訓練的戰術訓練中心。「假想敵中隊」任務，2005年起改由花蓮第五聯隊第17作戰隊接手。
2012年底，因所屬空戰演練儀(ACMI，Air Combat Maneuvering Instrumentation)合約將於2014年10月31日到期除役，戰術訓練中心裁撤，併入位於台中的測評戰研中心。

## 外部連結
- 空軍志航基地「假想敵中隊」　年底走入歷史（页面存档备份，存于）